# Константинка Калайджиева
Константинка Кирилова Калайджиева е българска филоложка и библиотечна деятелка.

## Биография
Родена е на 5 декември 1921 година в София в семейство на българи бежанци от град Кукуш, Егейска Македония, които след като Кукуш попада в Гърция след Балканските войни, се заселват в Свободна България. В 1940 година завършва Втора девическа гимназия и немска филология в 1946 година в Софийския университет. Доброволка е на фронта по време на Втората световна война в 1945 година. В 1948 година започва работа в Народната библиотека в София. От 1956 до 1965 година е заместник-директор на Народната библиотека и неин директор от 1965 до 1982 година. Тя е първата жена на този пост.
В 2016 година Константинка Калайджиева е отличена с наградата „Златен век“, присъдена от Министерството на културата, но отказва наградата и започва дискусия по темата за западъка на библиотечното дело в България.
Авторка е на множество трудове върху библиотечното дело.
Почива на 101-годишна възраст.